# 科达伦国家森林
科达伦国家森林（英語：Coeur d'Alene National Forest）是美国的一座国家森林，位于北爱达荷州的肖肖尼縣、庫特內縣和邦納縣，是爱达荷州狭长地带国家森林范围内的三座国家森林之一，总面积726,362英畝（2,939.48平方）。森林的林务总部位于科達倫，并在科达伦、锡尔弗顿设立有国家公园巡逻办公室。